# Christoph Rudolff
Christoff Rudolff (Jawor, 1499 — Viena, 1545) foi um matemático alemão.
É autor do primeiro livro texto alemão sobre álgebra.
Rudolff foi de 1517 a 1521 aluno de Henricus Grammateus na Universidade de Viena e foi autor de um livro sobre computação com o título Behend und hübsch Rechnung durch die kunstreichen regeln Algebre.
Foi o introdutor do símbolo √ para a raiz quadrada. Acredita-se foi porque tal símbolo lembra um "r" minúsculo  (de "radix"), embora não haja uma evidência direta. Florian Cajori apenas diz que um "ponto é o embrião de nosso atual símbolo para a raiz quadrada" embora seja "possível talvez provável" que os símbolos de Rudolff não são pontos mas 'r's.
Também usou a definição  x0 = 1.